# Конний Обоз
Конний Обоз (рос. Конный Обоз) — селище в Тереньгульському районі Ульяновської області Російської Федерації.
Населення становить 21 особу. Входить до складу муніципального утворення Ясашноташлинське сільське поселення.

## Історія
Від 2004 року входить до складу муніципального утворення Ясашноташлинське сільське поселення.

## Населення
| 2010 |
| ---- |
| 21   |